# 田惠宇
田惠宇（1965年12月20日—），安徽金寨人，高级经济师，曾任招商银行行长。

## 生平
1987年7月，田惠宇毕业于上海财经大学基建财务与信用专业，进入中国人民建设银行工作。田惠宇在王岐山执掌建设银行时期担任王岐山的秘书，并参与了成立中金公司的工作。2002年10月获得哥伦比亚大学的公共管理硕士学位。1998年7月，转任中国信达资产管理公司信托投资公司副总裁。2003年7月，升任上海银行副行长。2006年12月，担任中国建设银行上海市分行副行长。2007年7月，任中国建设银行深圳市分行行长。2011年3月，任中国建设银行零售业务总监兼北京市分行行长。2013年5月，任中国招商银行党委书记、行长。2022年4月18日，招商银行股份有限公司召开远程视频电话会议，并审议通过了《关于田惠宇先生免职的议案》，于当日免去了田惠宇的招商银行行长、董事职务。
2022年4月22日，中央紀委國家監委表示田惠宇涉嫌嚴重違紀違法，目前正接受紀律審查和監察調查。
2022年10月8日，中央紀委國家監委网站消息，田惠宇严重违纪违法被开除党籍和公职。经查，田惠宇身为长期在金融领域工作的党员领导干部，丧失理想信念，背离初心使命，贯彻落实党中央关于金融工作的重大决策部署不坚决、打折扣，罔顾党对金融工作的领导和金融工作的政治性、人民性，把职责使命抛在脑后；无视中央八项规定精神，违规接受宴请、旅游、打高尔夫球等活动安排，违规收受礼品；不按规定报告个人有关事项；毫无纪法底线，长期以“市场化”运作为幌子，以“投资”“理财”为名，“以钱生钱”，大搞权力与资本勾连，靠金融吃金融，以权谋私、损公肥私，滥权敛财、贪婪无度；生活腐化、道德败坏。
2022年10月26日，最高人民检察院网站发布消息，最高人民检察院依法对田惠宇作出逮捕决定，称该案在进一步办理中。据《财新网》报道，田惠宇曾兼任招银国际董事长，任内主持在宁德时代上市前对其多轮增资，并在上市后成功减持，为招银的理财资管产品取得巨额投资回报；其个人也通过“投资理财”等安排置身其中，以致酿祸。至于具体的利益冲突和违法违规事实，有待司法部门认定。
2023年2月28日，最高人民检察院网站发布消息，原招行行长田惠宇案已由监委和经侦调查终结，经指定已由湖南常德市检察院提起公诉，罪名是受贿、国有公司人员滥用职权、利用未公开信息交易、内幕交易、泄露内幕信息。检方指控：田惠宇徇私舞弊滥用职权，致使国家利益遭受特别重大损失；身为商业银行从业人员，利用因职务便利获取的不属内幕信息的未公开信息，违规从事相关的证券交易；身为证券内幕信息知情人员，在对证券交易价格有重大影响的信息尚未公开前，买入该证券，泄露该信息，明示暗示他人从事相关证券交易。
2024年2月5日，湖南省常德市中級人民法院一审宣判，被告人田惠宇受賄財物人民幣2.1億元、国有公司人员滥用职权、利用未公开信息交易、内幕交易、泄露内幕信息罪名成立，判處田惠宇死刑，緩期2年執行，剝奪政治權利終身，並處沒收個人全部財產。